# IEC 62196
Die IEC 62196 ist eine internationale Norm für eine Reihe der Steckertypen und Lademodi für Elektrofahrzeuge und wird von der International Electrotechnical Commission (IEC) gepflegt.
Die Norm ist in Deutschland als DIN-Norm DIN EN 62196, in Österreich als ÖVE/ÖNORM EN 62196, in der Schweiz als SN EN 62196 gültig. Sie besteht aus mehreren Teilen, die nacheinander verabschiedet worden sind. Der dritte Teil wurde im Juni 2014 veröffentlicht. IEC TS 62196-4 wurde im Oktober 2022 veröffentlicht (Steckverbindungen für Leichtelektrofahrzeuge). Teil 1 liegt 2022 in der 4. Ausgabe vor.
Die Norm übernimmt die IEC-61851-Definition für einen Signalpin, der den Ladestrom schaltet – die Ladestation bleibt spannungslos, bis ein Elektrofahrzeug verbunden wird. Während des Ladevorgangs kann dann das Fahrzeug nicht in Betrieb genommen werden.
Die Teil-1-Definitionen für den Signalpin und seine IEC-62196-1-Ladestecker haben in anderen technischen Vorschriften Eingang gefunden. Neben den IEC 60309 „CEEform“-Drehstromsteckern wurden die Lademodi auch für den SAE-J1772-Anschluss in Nordamerika (entworfen von Yazaki), für den CHAdeMO-Stecker in Japan und für den Mennekes-Stecker (VDE-AR-E 2623-2-2) in Europa übernommen. Jeder dieser Anschlüsse bildet die Grundlage für ein Netz von öffentlichen Ladestationen der Energieversorger.

## Lademodi
Der IEC 62196-1 bezieht sich auf Steckverbinder (Stecker), Steckdosen, Buchsen und konfektionierte Kabel für Elektrofahrzeuge, die für kabelgebundene Ladesysteme eingesetzt werden. Spezifiziert wird für einen Bereich von
- 690 V Wechselspannung, mit 50 bis 60 Hz, bei einem Nennstrom bis 250 A;
- 600 V Gleichspannung, bei einem Nennstrom bis 400 A.

Die Lademodi basieren auf den Spezifikationen der IEC 61851-1:
- „Mode 1“ – langsame Ladung an Haushaltssteckdosen mit Schutzkontakt (Schuko)
- „Mode 2“ – Ladung ein- bis dreiphasig per steckerseitig fest codiertem Signal
- „Mode 3“ – Ladung mit spezifischen Ladestecksystemen für Elektrofahrzeuge mit Pilot- und Kontrollkontakt
- „Mode 4“ – schnelle Ladung mit Steuerung durch ein externes Ladegerät

### Mode 1
Klasse-1-Lademodi sind für einphasigen oder dreiphasigen Wechselstrom bis 16 Ampere Stromstärke vorgesehen. Das Kabel umfasst die Phase(n), den Neutralleiter und die Schutzerdung. Ein Pilotkontakt, um den Ladevorgang zu ermöglichen, ist hier nicht zwingend notwendig. Stecker und Kabel, die weniger als 16 Ampere vertragen, werden nicht durch eine Signalisierung gemeldet, sondern es ist vorgesehen, dass auf den Geräten selbst die maximalen Stromstärken verzeichnet sind. Eine Verwendung von IEC-60309-Industriesteckern ist nicht erforderlich, sondern einfachere Stecksysteme wie Schuko können verwendet werden.

### Mode 2
Klasse-2-Lademodi sind für Gerätestrom bis zu 32 Ampere vorgesehen, wie sie sowohl in einphasigen als auch dreiphasigen Konfigurationen häufig zu finden sind. Die Signalisierung zum Fahrzeug beschränkt sich auf feste Werte, der Pilotkontakt zur Ladefreigabe kann durch Einstecken überbrückt werden. Die Industriestecker nach IEC 60309 sichern die Strombelastbarkeit auf der Netzseite durch die Gehäusegröße, entsprechend verschiedene Anschlussadapter für 16 A oder 32 A signalisieren dies im fahrzeugseitigen Stecker. Auch andere Industriestecker mit einer Spezifikation von 32 A und mehr können eingesetzt werden. Bei Anschluss an Schuko ist für hohe Ladeleistungen eine ICCB im Kabel notwendig, die die Klasse-2-Signalisierung zum Fahrzeug sicherstellt.

### Mode 3
Klasse-3-Lademodi sind für die Schnellladung bis 250 A vorgesehen. Einfache Stecker mit Pilotkontakt nach Klasse 2 können eingesetzt werden, begrenzen jedoch den Ladestrom auf 32 A. Für höhere Ladeströme muss ein passender Lademodus erkannt werden. Der Verweis auf den Standard IEC 60309 übernimmt die physischen Parameter für ein entsprechendes Ladesystem bis 250 A, etwa die Kabeldurchmesser und die Pin-Durchmesser im Stecker. Mittels Pulsweitenmodulation wird der maximal zulässige Ladestrom oder die Verfügbarkeit digitaler Kommunikation kodiert. Letztere bildet die Grundlage für gesteuertes Laden von Elektrofahrzeugen, um den Ladevorgang gezielt zu beeinflussen.

### Mode 4
Klasse-4-Lademodi sind für die Schnellladung mit Gleichstrom bis zu 400 A vorgesehen. Eine passende Signalisierung erlaubt, dass nichtpassende Ladestecker spannungsfrei bleiben.

## Steckertypen
Im Normenteil IEC 62196-1 wird auf die Steckertypen in IEC 60309 verwiesen. Diese wurden weithin auch als Ladestecker für Elektrofahrzeuge eingesetzt, während die folgenden Ladestecksysteme speziell für den Einsatz im Automobilbereich geschaffen wurden. Es gibt dabei Bestrebungen, das Batteriemanagement der Fahrzeuge mit dem Smart Grid der Energieversorger zu verbinden.
Der Normenteil IEC 62196-2 beschreibt die Steckertypen für den Anschluss an Wechselstrom. Entsprechend dem Auftrag der Europäischen Kommission für einen einheitlichen Ladestecker begannen ETSI und CEN-CENELEC im Juni 2010 mit der Arbeit. Die Kommission erwartete ein Ergebnis bis Mitte 2011. Am 17. Dezember 2010 startete der Umlauf von IEC 62196–2 mit Endedatum zum 20. Mai 2011. Die fertige IEC-Norm wurde am 13. Oktober 2011 veröffentlicht. Dieser Zeitplan wurde möglich, da sich die Norm auf vorhandene Standardisierungen von Ladestecksystem stützen konnte.
In die Liste der Ladestecker der Norm IEC 62196-2 wurden folgende Typen aufgenommen:
- IEC 62196-2 „Typ 1“ – single phase vehicle coupler – übernimmt die Spezifikation aus SAE J1772/2009
- IEC 62196-2 „Typ 2“ – single and three phase vehicle coupler – übernimmt die Spezifikation aus VDE-AR-E 2623-2-2
- IEC 62196-2 „Typ 3“ – single and three phase vehicle coupler with shutters – übernimmt die Vorschläge der EV Plug Alliance

Andere Steckertypen gemäß IEC 62196-1 sind die Framatome-Stecker von EDF gewesen, die SCAME-Stecker in Italien und die CEEplus-Steckervarianten in der Schweiz.

### Adapter
Öffentliche Ladestationen gemäß IEC 62196, die eine bestimmte Anschlusssteckdose (z. B. SAE J1772 oder CEEplus) aufweisen, können mittels Adapter auch mit anderen Steckertypen verwendet werden – allerdings wird der Strom nicht aktiviert, solange bis ein IEC-61851-konformer Signalpin die Anwesenheit eines Elektrofahrzeugs meldet. Zudem wird der Strom auf 16 A begrenzt, solange bis ein IEC-62196-konformes Signal erkannt wird, das einen Lademodus mit höherer Stromstärke freigibt.

### Typ 1: SAE J1772-2009

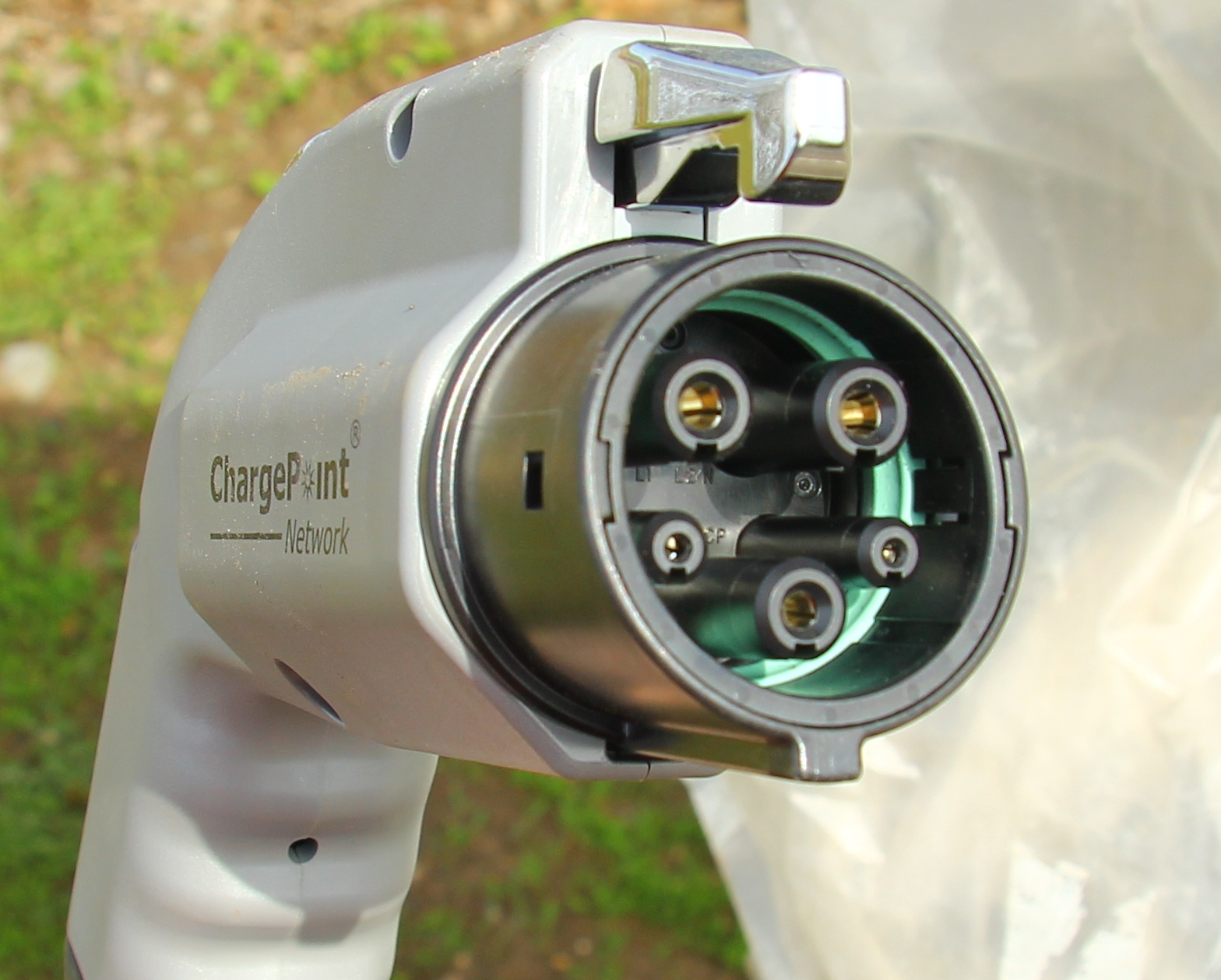
SAE-J1772-2009-Kupplung

Das nordamerikanische SAE-International-Normengremium hatte 2001 einen Standard für ein kabelgebundenes Ladesystem für Elektrofahrzeuge verabschiedet, der den Vorgaben der kalifornischen Emissionsschutzbehörde CARB entsprach. Der Ladestecker SAE J1772-2001 war rechteckig und basierte auf einem Design von Avcon. Im Jahr 2009 wurde eine Revision des Standards verabschiedet, die einen neuen Steckertyp nach einem Design von Yazaki aufnahm, der nun rund war. Dieser SAE-J1772-2009-Ladestecker wurde in die Norm IEC 62196-2 als Typ 1 („Type 1“) aufgenommen. Der Steckertyp hat fünf Steckkontakte, nämlich zwei Kontakte für einphasigen Wechselstrom, eine Erdung und zwei Signalkontakte, die kompatibel mit IEC 61851-2001/SAE J1772-2001 sind.

### Typ 2: EN 62196-2 (VDE-AR-E 2623-2-2)

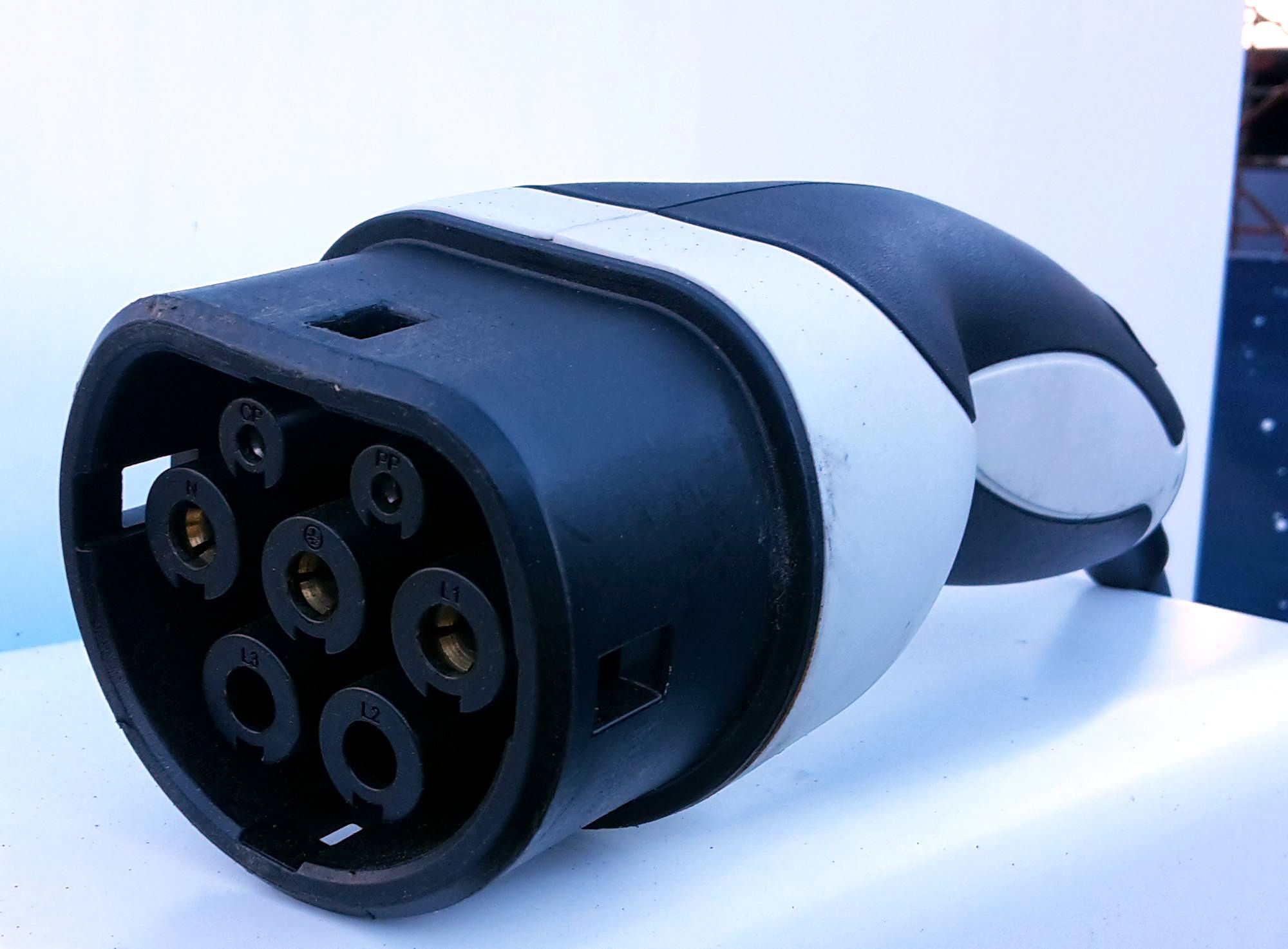
Typ-2-Ladekupplung

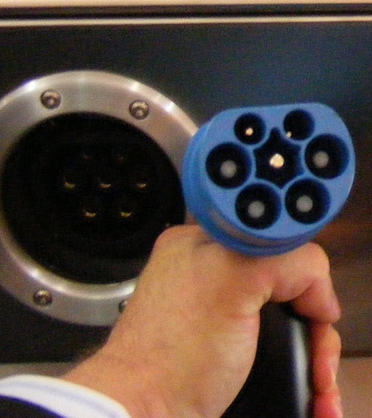
Typ-2-Verbindungskabel und Ladesäulendose nach
EN 62196-2 (VDE-AR-E 2623-2-2), „Mennekes-Stecker“

Lademodi Typ 2 und CCS

Der Stecksystemhersteller Mennekes hat ein Derivat seiner Drehstromstecker-basierten CEEplus-Anschlüsse nach den Anforderungen von RWE und Daimler entwickelt. Mennekes hat den Stand der Ladesysteme für Elektrofahrzeuge Anfang 2009 zusammengefasst und sein Ladestecksystem vorgestellt. Dieser Steckertyp wurde für die Aufnahme in den nächsten Teil 2 dieser Norm vorgeschlagen. Der Vorschlag beruht auf der Beobachtung, dass Drehstromstecker nach IEC 60309 für höhere Stromstärken sehr sperrig sind (Durchmesser 68 mm/16 A bis 83 mm/125 A). Um eine einfache Handhabung durch die Verbraucher sicherzustellen, wurden die Stecker verkleinert (Durchmesser 55 mm) und auf einer Seite abgeflacht (mechanischer Schutz gegen Verpolung).
Da die Normung beim IEC ein langwieriger Prozess ist, hatte die DKE/VDE (Deutsche Kommission Elektrotechnik Elektronik Informationstechnik) vorübergehend die Aufgabe übernommen, die Details des Ladesystems zu normen. Die Vor-Norm beinhaltete den VDE Normstecker für Ladestationen und wurde im November 2009 in VDE-AR-E 2623-2-2 veröffentlicht. Im Gegensatz zu den Drehstromsteckern besitzt der VDE-Ladestecker nur einen einzigen Gehäusedurchmesser für alle unterstützten Lademodi, vom einphasigen 16-A- bis dreiphasigen 63-A-Lademodus (entsprechend 3,7 kW bis 43,5 kW), deckt also nicht das gesamte Spektrum der Klasse-3-Lademodi von IEC 62196 ab.
Die nationale VDE-Richtlinie VDE-AR-E 2623-2-2 ist mittlerweile in die internationale IEC-Norm eingeflossen und durch die EN 62196-2:2012-11 ersetzt. Im Vorfeld dieser Norm arbeitete DKE/VDE eng mit IEC und CENELEC für den Gesamtprozess der Ladung von Elektrofahrzeugen zusammen. Im Juni 2010 erhielt das ETSI und CEN-CENELEC den Auftrag, einen europäischen Standard für Ladepunkte von Elektrofahrzeugen zu entwickeln. Derweil kritisierte Peugeot den VDE-Normstecker für Ladestationen als zu teuer im Vergleich mit herkömmlichen IEC-60309-Steckern. Bei Feldtests in Frankreich und Großbritannien wurde auch auf die schon weit verbreiteten Campingstecker (CEE blau, 230 V, 16 A) zurückgegriffen.
Im März 2011 hatte die ACEA in ihrem zweiten Positionspapier die Verwendung von Typ 2 Mode 3 empfohlen, ab 2017 sollte dies als einheitliche Lösung in der EU eingesetzt werden und auch für die Gleichstromladung in der Form des Combo2-Steckers verwendet werden. Die Europäische Kommission folgte der Lobbyarbeit und legte im Januar 2013 den Typ 2 zur Umsetzung als gemeinsamen Norm in Europa fest, um die vorangegangenen Unsicherheiten zu beenden. Eine einheitliche Norm für Ladestationen in Europa soll bis Dezember 2015 eingeführt werden. Da in einigen Ländern ein mechanischer Berührungsschutz („Shutter“) bei elektrischen Anschlüssen vorgeschrieben sind, wird eine optionale Erweiterung dafür angeboten, basierend auf einem deutsch-italienischen Kompromissvorschlag vom Mai 2013.

### Typ 3: EV Plug Alliance
Am 28. März 2010 wurde das „EV Plug Alliance“-Konsortium unter der Führung französischer (Schneider Electric, Legrand) und italienischer (Scame) Firmen gegründet. Der vorgeschlagene Ladestecker konnte sich auf die Erfahrungen mit den Scame-Ladesteckern gründen, die schon für Leichtfahrzeuge (vor allem E-Bikes) eingesetzt wurden. Der aufgenommene Typ 3A entspricht weitgehend dem Scame-Stecker, während der Typ 3C um weitere Steckkontakte erweitert wurde, die eine Ladung mit Drehstrom erlauben. Im Gegensatz zu Typ 2 wird nur eine Ladung von maximal 32 Ampere spezifiziert, andererseits wird ein erweiterter Berührungsschutz in Form von mechanischen Shuttern hinzugefügt, um den direkten Kontakt mit stromführenden Kontakten zu verhindern. Aufgrund seiner Abstammung wurde dieser Stecker auch Scame Typ 3 genannt.
Der „EV Plug Alliance“ traten am 31. Mai 2010 weitere Hersteller bei, darunter Gimelec, Gewiss, Marechal Electric, Radiall, Vimar, Weidmüller France und Yazaki Europe.
Eine Stellungnahme des europäischen Automobilherstellerverbandes ACEA im Juni 2010 stellte klar, dass sie den Typ 1 wegen fehlender Drehstromkontakte ausschließt, in der Wahl von Typ 2 und Typ 3 jedoch den Typ 2 bevorzugt. Der Berührungsschutz im für öffentliche Ladestationen vorgesehenen Mode 3 sei vorhanden, da die Stromkontakte bei Abwesenheit eines Pilotsignals spannungsfrei sind, und es wird erwartet, dass die Shutter nur eine zusätzliche Fehlerquelle bergen. Frankreich legte sich mit Verweis auf die Shutter auf den Typ 3 fest, worauf im Oktober 2012 Mennekes eine optionale Shutter-Lösung für ihren Typ-2-Stecker vorstellte und dabei darauf verwies, dass andere Länder, die an Haushaltssteckdosen eine Kindersicherung fordern, sich dennoch bei Ladesäulen auf den Typ 2 festgelegt haben (Schweden, Finnland, Spanien, Italien, UK). Im November 2012 bekräftigte die Europäische Kommission die Notwendigkeit einer europäisch einheitlichen Ladeinfrastruktur und kündigte an, bei Marktversagen eine gesetzliche Festlegung im Laufe des Jahres 2013 zu verabschieden. Dies erfolgte im Januar 2013 mit der Festlegung auf Typ 2. Bei einem Hearing im TRAN Committee im Juni 2013 forderte die EV Plug Alliance, die Variante des Typ 2 mit Shuttern in die kommende Vorschrift aufzunehmen (womit der VDE/Mennekes-Stecker eine Variante einer Umsetzung der IEC-Typ-3-Anforderungen wird). Der Mennekes-Vorschlag für die Shutter war durch das italienische CEI geprüft worden (ein Land, in dem ein mechanischer Schutz vorgeschrieben ist) und wurde im Mai 2013 von den deutschen und italienischen Partnern zur Übernahme in die CENELEC-Normung für Ladestecker vorgeschlagen.
Die EV Plug Alliance trat noch einmal bei einem Hearing im Juni 2013 in Erscheinung. Die Webpräsenz wurde nicht mehr gepflegt und am 22. Oktober 2014 mit einem Hinweis zur Betriebseinstellung versehen. Bedingt durch die Entscheidung auf EU-Ebene für den Typ 2 wurde bei neuen Projekten in Frankreich, die im Jahr 2015 begonnen wurden, ein Typ-2-Anschluss vorgesehen, um Fördermittel zu erhalten. Im Oktober 2015 wurde bekannt, dass Schneider (ein Gründungsmitglied der EV Plug Alliance) seine Ladestationen nur noch mit dem Typ-2S-Anschluss (Typ 2 mit Shuttern) ausliefert. Im November 2015 wurde bekannt, dass Renault seine Fahrzeuge mit einem Typ-2-Ladekabel in Frankreich ausliefert, anstatt des vorher beigelegten Typ-3-Kabels. Die Produktion des Typ-3C-Steckers der EV Plug Alliance wurde damit endgültig eingestellt. Die Domain wurde schließlich im Frühjahr 2016 abgemeldet, was das Ende des Konsortiums markiert.

### Signalkontakte
Die Funktion der Signalkontakte wurde in SAE J1772:2001 beschrieben und in die IEC 61851 aufgenommen. Alle Steckertypen der IEC 62196-2 verwenden die darin definierten zwei Signalkontakte – der Pilotkontakt CP (Control Pilot) und Proximity-Schalter PP (Proximity Pilot) kommen zu den normalen Stromkontakten (Außenleiter L1–L3, Neutralleiter N, Schutzleiter PE) hinzu. Das Protokoll ist geeignet, auf Digitalelektronik zu verzichten (im Gegensatz zum CAN-Bus bei CHAdeMO und EnergyBus).
Eine öffentliche Ladestation beschickt den Pilotkontakt CP mit einer 1-kHz-Rechteckschwingung mit ±12 V, die auf der Seite des Elektrofahrzeugs über einen Widerstand und eine Diode auf den Schutzleiter PE zurückgeführt wird. Öffentliche Ladestationen sind bei offenem Stromkreis grundsätzlich spannungsfrei, auch wenn der Standard eine Leistungsabgabe nach Mode 1 (maximal 16 Ampere) erlaubt. Das Elektrofahrzeug kann über den Widerstand eine Ladefreigabe anfordern – mit 2700 Ohm wird ein Mode-3-kompatibles Fahrzeug gemeldet („vehicle detected“), das noch keine Ladung abfordert. Bei 880 Ohm ist das Fahrzeug bereit für einen Ladestrom („ready“) und bei 240 Ohm wird zusätzlich eine Lüftung angefordert („with ventilation“). Die Ladestation meldet an das Fahrzeug über eine Pulsweitenmodulation der Rechteckschwingung die maximale Leistungsabgabe.
Der Proximity-Schalter PP signalisiert die Verbindung von der Wallbox zum Auto und sichert die maximale Belastbarkeit des Kabels zur Ladestation ab. Hierzu wird fahrzeugseitig ein Widerstand zwischen PP und PE gesetzt. Adapterkabel können hier eine entsprechende Widerstandskodierung verwenden.
| Widerstand CP–PE | offen       | 2700 Ω               | 880 Ω                | 240 Ω                |
| Ladefreigabe     | A – standby | B – vehicle detected | C – ready (charging) | D – with ventilation |

| Widerstand PP–PE  | 1500 Ω  | 680 Ω   | 220 Ω | 100 Ω  |
| Max. Ladestrom    | 13 A    | 20 A    | 32 A  | 63 A   |
| Leiterquerschnitt | 1,5 mm² | 2,5 mm² | 6 mm² | 16 mm² |

## IEC 62196-3: Gleichstromladung
Die 2010/11 beschlossenen Normenteile erfassen nur die Ladung von Elektrofahrzeugen mit Wechselstrom. Nach deren Verabschiedung begann die Entwicklung des Normenteils IEC 62196-3. Im Juli 2012 wurde eine deutsche Norm DIN EN 62196-3 veröffentlicht. Die internationale Norm wurde im Juni 2014 veröffentlicht.
Als Standard existierte bereits die CHAdeMO-Spezifikation mit bis zu 500 Volt und 125 Ampere, die sich jedoch auf den JARI-Level-3-Gleichstromstecker stützt. Dieses Ladestecksystem ist in Japan bereits ein De-facto-Standard an existierenden Ladestationen, auch in Europa und Amerika wurden Stationen für die Schnellladung entsprechend CHAdeMo errichtet. Das Protokoll für die Signalpins basiert hier allerdings nicht auf IEC 61851, sondern auf einem CAN-Bus, auch gilt der Stecker als sehr unhandlich.
Die SAE-1772-Arbeitsgruppe arbeitete seit 2010 an einem Vorschlag für die Gleichstromladung. Die großen deutschen Automobil-Hersteller brachten einen Vorschlag in den Normierungsprozess ein, bei dem der Typ-2-Stecker als Basis verwendet und mit einer Erweiterung für die Gleichstromladung versehen wird. Dabei wurde die Möglichkeit einer Datenkommunikation über CAN-Bus oder PLC-BUS vorgesehen. Tesla begann sein Model S in Europa zunächst mit gleichstromfähigen Anschlüssen in Typ-2-Geometrie auszuliefern. Entsprechend wurden auch Tesla Supercharger mit gleichstromfähigen Steckern in Typ-2-Geometrie ausgerüstet. Später wechselte man zum Gleichstromladen allerdings auf Combo2.

Gleichstromladung mit Combo2 Kupplung (nur Signalkontakte im Typ-2-Pinout genutzt) und Combo2 am Fahrzeugstecker (auch für Wechselstromladung geeignet)

Letztlich haben sich amerikanische und europäische Hersteller für ein einheitliches Ladestecksystem ausgesprochen: ihr Vorschlag war, die vorhandenen Typ-1- und Typ-2-Stecker in ein größeres Gehäuse einzubauen, in dem zwei zusätzliche Kontakte für die Gleichstromladung zuständig sind. Egal ob der Combo Typ 1 (kurz „Combo1“) oder Combo Typ 2 (kurz „Combo2“) verwendet wird, sind die Gleichstromkontakte steckkompatibel. In der zweiten Stellungnahme der ACEA 2011 wurde der Combo2-Stecker als einheitlicher fahrzeugseitiger Steckertyp vorgeschlagen. Mehrere Autohersteller (BMW, Daimler, Ford, General Motors und Volkswagen-Konzern) haben sich darauf verständigt, das nun „Combined Charging System“ genannte Ladestecksystem ab Mitte 2012 in ihren Elektrofahrzeugen einzusetzen.
Im März 2020 erschien eine neue Ausgabe der IEC 62196-3.

### Combined Charging System

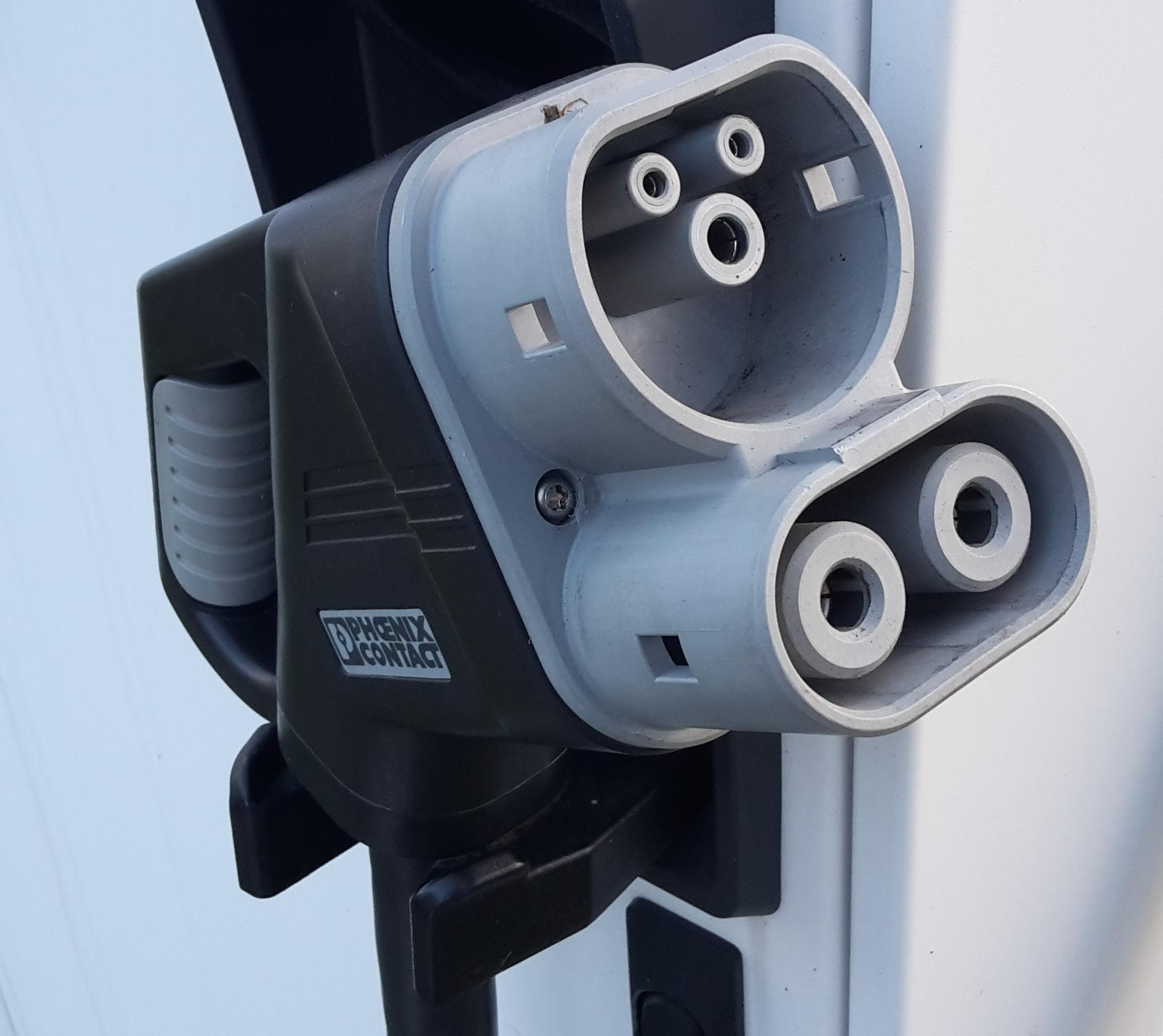
Combo2-Kupplung für ausschließliches Gleichstromladen

Das Combined Charging System, kurz CCS, ist ein Ladestecksystem für Elektrofahrzeuge nach IEC 62196 und unterstützt sowohl das AC-Laden (Wechselstrom) als auch das DC-Laden (Gleichstrom). Es wurde von Phoenix Contact in Zusammenarbeit allein mit deutschen Automobilherstellern (Volkswagen AG, Daimler AG, BMW Group) entwickelt und besteht im Wesentlichen aus einer fahrzeugseitigen Buchse, dem sogenannten Inlet, und den beiden Steckern zum AC- und DC-Laden. Es wurde im Rahmen des 15. Internationalen VDI-Kongresses „Elektronik im Kraftfahrzeug“ im Oktober 2011 in Baden-Baden vorgestellt und war ab Mitte 2013 einsatzreif. Im Januar 2011 wurde der erste Stand, im Juni der zweite des Systems zur internationalen Normung nach IEC 62196-3 eingereicht.
Durch das universelle Stecksystem ist nur eine Ladeschnittstelle an der Fahrzeugseite notwendig, um die verschiedenen Lademöglichkeiten wie AC- und DC-Laden abzudecken. Mittels einer mechanischen Verriegelung wird ein unbefugtes Herausziehen vor Beenden des Ladevorgangs verhindert, was sowohl Personen als auch das Fahrzeug schützt. Über die Signalkontakte CP und PP wird die Kommunikation zwischen Fahrzeug und Ladesäule ermöglicht und der Ladevorgang gezielt gesteuert. Aufgrund größer dimensionierter DC-Kontakte im Vergleich zum AC-Laden sind Ströme bis 200 A möglich, wodurch ein schnelles Laden zum Beispiel für unterwegs realisiert werden kann. Ein ergonomisch geformter Griff und geringe Steck- und Ziehkräfte sollen das komfortable Einstecken/Entfernen der Steckverbindung mit nur einer Hand ermöglichen. Standardisiert werden bis zu 125 A bei bis zu 850 V Nennspannung.
Das Combined Charging System steht in Konkurrenz zum praktisch erprobten CHAdeMO-Schnellladesystem mit Gleichstrom, welches in Japan und den USA etabliert und auch in Europa eingeführt ist.
| Typ                                                                  | AC-Teil Typ 2             | DC-Teil             |
| -------------------------------------------------------------------- | ------------------------- | ------------------- |
| Nennspannung:                                                        | 480 V                     | 850 V               |
| maximaler Ladestrom:                                                 | 63 A                      | 125 A               |
| IP-Schutzart im gesteckten Zustand:                                  | min. IP44                 | min. IP44           |
| IP-Schutzart im ungesteckten Zustand:                                | min. IP 20/IPXXB          | min. IP 20/IPXXB    |
| IP-Schutzart des Inlets im abgedeckten Zustand (sog. Road Position): | min. IP55                 | min. IP55           |
| Normung:                                                             | IEC 62196–2 & IEC 62196–3 | IEC 62196–3 (Draft) |

Die erste öffentliche CCS-Ladestation mit 50 kW Gleichstrom wurde im Juni 2013 in Wolfsburg errichtet und unterstützte damit die Tests des VW e-up!, der optional mit einem CCS Combo2 Anschluss ausgestattet wurde. Zwei Wochen später weihte auch BMW die erste CCS-Ladestation in München ein, mit der die Tests des BMW i3 unterstützt werden. Auch der BMW i3 unterstützte damals nur gegen Aufpreis das schnellere Laden per Gleichstrom.
Anlässlich des zweiten EV World Summit im Juni 2013 haben Sprecher der Chademo-Gruppe und der Volkswagen-BMW-Gruppe darauf hingewiesen, dass eine Konkurrenz beider Standards für Gleichstromladung nicht zwingend wird, da die Zusatzkosten für ein weiteres Ladeprotokoll bei gerade 5 % liegen – daher empfehlen Chademo, Volkswagen und Nissan gemeinschaftlich die Errichtung von „multi-standard fast chargers“, die sowohl von Fahrzeugen mit Chademo- als auch jenen mit Combo2-Anschluss angesteuert werden können.